# Visconde de Teles de Meneses
Visconde de Teles de Meneses é um título nobiliárquico criado por D. Luís I de Portugal, por Decreto de 26 de Junho de 1870, em favor de Diogo Teles de Meneses.
Titulares
1. Diogo Teles de Meneses, 1.º Visconde de Teles de Meneses.